# Pescina
Pescina é uma comuna italiana da região dos Abruzos, província de Áquila, com cerca de 4 500 habitantes. Estende-se por uma área de 37 km², tendo uma densidade populacional de 122 hab/km². Faz fronteira com Castelvecchio Subequo, Celano, Collarmele, Gioia dei Marsi, Ortona dei Marsi, Ortucchio, San Benedetto dei Marsi, Trasacco.
É a cidade natal de Jules Mazarin, também conhecido por Cardeal Mazarino, primeiro-ministro da França entre 1642 à 1661.

## Demografia
| Variação demográfica do município entre 1861 e 2011                               |
|                                                                                   |
| Fonte: Istituto Nazionale di Statistica (ISTAT) - Elaboração gráfica da Wikipedia |